# شقران أحمدي
شقران أحمدي (الاسم العلمي: Puccinia ahmadiana) هو نوع من الفطريات يتبع جنس الشقران من الفصيلة الشقرانية.